# Stare Miasto w Bydgoszczy

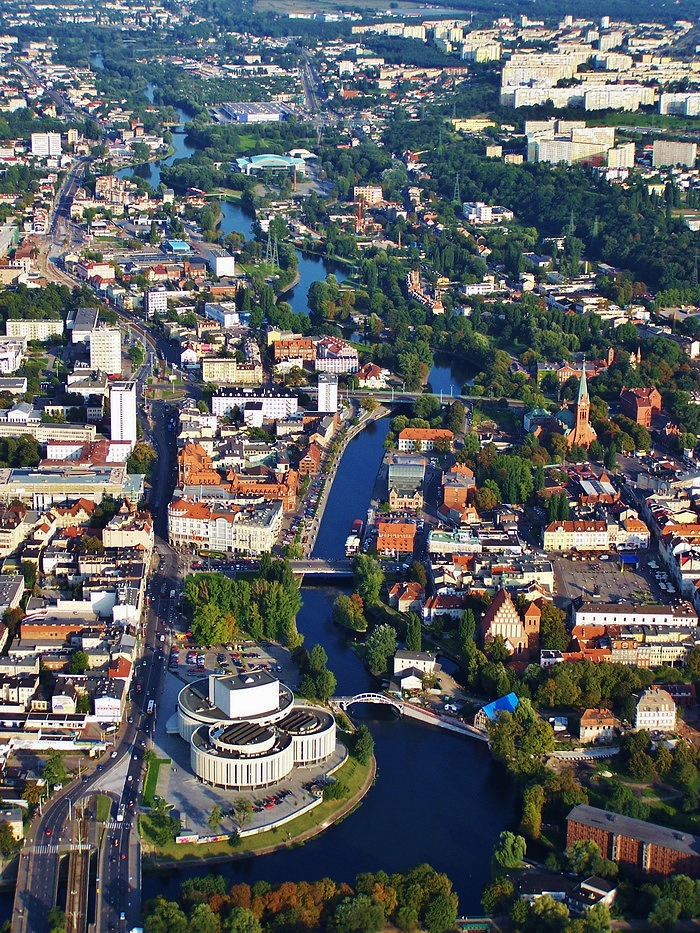
Widok lotniczy na Stare Miasto w Bydgoszczy

Stare Miasto w Bydgoszczy – najstarsza część Bydgoszczy, wywodząca się z XIV-wiecznego miasta lokacyjnego wraz z najbliższym otoczeniem.
Centrum Starego Miasta stanowi Stary Rynek, a miasto lokacyjne rozciąga się między Brdą na północy, ul. Wały Jagiellońskie na południu, rzeką Młynówką na zachodzie i ul. Przy Zamczysku na wschodzie. W szerszym ujęciu, uwzględniającym granice dawnych przedmieść oraz zagęszczenie zabudowy, granicami Starego Miasta są ulice:
- od północy ul. Jagiellońska;
- od południa tzw. Skarpa Południowa;
- od wschodu ul. Bernardyńska;
- od zachodu ul. św. Trójcy.

Stare Miasto jest niewielkim elementem składowym dużej dzielnicy staromiejskiej Bydgoszczy, jaką jest Śródmieście. Starówka w obrębie miasta lokacyjnego reprezentuje krajobraz nadrzeczny oraz historycznie rozplanowane ulice i place miejskie wraz z reliktami gotyckimi i barokowymi, natomiast Śródmieście charakteryzuje się rozległą malowniczą zabudową w stylach historyzujących (eklektyzm, neorenesans, neobarok, neogotyk, historyzm malowniczy, secesję i modernizm), której towarzyszą założenia parkowe.

## Charakterystyka
„Bydgoska starówka” obejmuje obszar trzech dawnych wysp:
- miejskiej – obszar miasta lokacyjnego otoczonego do XVIII wieku ciekami wodnymi: rzeką Brdą, Młynówką, fosą zamkową i fosą miejską,
- zamkowej – dawna wyspa grodowa, na której znajdował się zamek królewski,
- Młyńskiej – dawna wyspa królewska, na której znajdowały się młyny, tartak, folusze oraz mennica.

Cechą charakterystyczną bydgoskiego starego miasta jest malownicze rozlokowanie nad Brdą oraz innymi ciekami wodnymi (Młynówka, Międzywodzie). Z tego wynika stosunkowo duża liczba bulwarów oraz budowli stojących w bezpośrednim sąsiedztwie rzek.
Bydgoski waterfront tworzą:
- stare zabytki (np. katedra, spichrze),
- budynki municypalne (np. Poczta Główna, była Dyrekcja Kolei Wschodniej),
- budynki poprzemysłowe (np. Młyny Rothera, garbarnia Buchholza, obecny gmach PZU),
- budowle nowoczesne (Opera Nova, „nowe spichrze” i inne),
- kamienice nad Brdą oraz Młynówką (Wenecja Bydgoska, ul. Przyrzecze, ul. Stary Port).

Na obszarze starówki zachowały się nieliczne relikty z okresu staropolskiego w postaci:
- trzech gotyckich świątyń:
  - katedry pw. św. Marcina i Mikołaja,
  - kościoła pobernardyńskiego,
  - kościoła Klarysek,
- gmachu byłego kolegium jezuickiego z XVII w.
- fragmentów murów obronnych.

Kilkanaście kamienic i spichlerzy pochodzi z XVIII wieku. Zachowały się również w wielu miejscach gotyckie sklepienia, fundamenty, piwnice, a także miejscami XVII-wieczne stropy oraz ściany kamienic wzniesionych na nowo w XIX wieku.
Większość zabudowy Starego Miasta pochodzi z XIX wieku. Generalne przekształcenie zabudowy Bydgoszczy w duchu wielkomiejskim, jakie miało miejsce w latach 1890–1914, dotyczyło przede wszystkim „Nowego Miasta” (Śródmieścia). Na obszarze przyległym do najstarszej części miasta częściowo zmodernizowano jedynie ul. Mostową, plac Teatralny, a także powstało wiele monumentalnych budowli na obrzeżach Starego Miasta (Sąd Okręgowy, fara ewangelicka, synagoga i inne). W związku z tym, że większość zabudowy Starówki pochodzi z I i II połowy XIX wieku, elewacje kamienic są zwykle klasycyzujące, eklektyczne, neorenesansowe i neobarokowe.

## Historyczne ulice
Stare Miasto lokacyjne zachowało do dzisiaj średniowieczne rozplanowanie. Główne ulice miasta schodzą się na Starym Rynku.
Najdłuższą ulicą Starego Miasta jest ulica Długa, która niegdyś łączyła ze wschodu na zachód bramy Kujawską i Poznańską.
Drugą pod względem ważności ulicą staromiejską jest ulica Mostowa łącząca rynek z mostem na Brdzie i dawną Bramą Gdańską.
Ulicę Długą z rynkiem łączą ulice: Jana Kazimierza oraz Stefana Batorego.
Rynek opasują ponadto inne uliczki:
- z północy ul. Grodzka,
- ze wschodu ul. Podwale,
- z zachodu ul. Jezuicka

Najbardziej wysunięta na południe ul. Pod Blankami graniczyła niegdyś z murem obronnym.

## Place miejskie
Stare Miasto w Bydgoszczy posiada kilka historycznych placów miejskich. Najstarszym i największym jest, jak nazwa wskazuje, Stary Rynek, którego geneza sięga lokacji miasta w 1346 r.
Podobną metrykę chronologiczną posiadają:
- Rybi Rynek – plac służący do handlu i rozładunku towarów spławianych Brdą,
- Zbożowy Rynek – dawne skrzyżowanie szlaków drogowych pod miastem, na którym z czasem rozpoczęto handel zbożem,
- Wełniany Rynek – trójkątny plac wykształcony w miejscu skrzyżowania dróg u zachodniego wylotu ul. Długiej.

Z początkiem XIX wieku na północ od rzeki Brdy w związku z wyburzeniem kościoła karmelitów i budową teatru powstał plac Teatralny. Z kolei w 1838 r. na południe od ul. Długiej wytyczono Nowy Rynek, który początkowo służył do defilad wojskowych.
Metrykę z początku XX wieku posiada plac Kościeleckich wytyczony w czasie budowy fary ewangelickiej.
Po sąsiedzku do Rybiego Rynku, nad Brdą, znajduje się poza tym plac Solny.

## Zabytki utracone
Bydgoskie Stare Miasto nie zostało zbytnio zniszczone podczas II wojny światowej (nie licząc celowych wyburzeń przeprowadzonych w 1940 r. przez władze hitlerowskie), natomiast nie oszczędziły go poprzednie burze dziejowe.
Różne badania zgodnie wykazują, że Bydgoszcz w okresie zaboru i okupacji należała do miejscowości, gdzie duch szowinizmu pruskiego i hitlerowskiego oraz nienawiść do wszystkiego co polskie przybierały najdrastyczniejsze formy.
Wobec tego trudno znaleźć drugie polskie miasto, które zostało tak okaleczone podczas zaborów ze spuścizny staropolskiej, jak Bydgoszcz. Rozebrano ponad połowę całego dziedzictwa: murów miejskich, baszt i bram, kościołów i klasztorów, zamku królewskiego, spichlerzy i kamienic.
Spośród wielu rozebranych budowli warto przypomnieć o kilku:
- mury miejskie – część środkową wyburzono na pocz. XIX w., resztę pod koniec XIX w.
- bramy miejskie: Kujawską (1817), Gdańską (1817), Poznańską (1828),
- najstarszy bydgoski kościół pw. św. Idziego (1879),
- zespół klasztorny karmelitów (1817-1890),
- ruiny zamku Kazimierza Wielkiego wraz z niwelacją wyspy grodowej (1895),
- stary ratusz stojący pośrodku Rynku (1830-1834),
- obiekty mennicy (1831),
- kościoły: św. Stanisława (1818), stary św. Trójcy (1829), św. Krzyża (1834),

## Historia Starego Miasta w Bydgoszczy
Bydgoszcz otrzymała prawa miejskie magdeburskie z rąk króla Kazimierza Wielkiego 19 kwietnia 1346 r., ale grodem o istotnym znaczeniu administracyjnym (kasztelania) była już wiek wcześniej, a grodem obronnym o trzy wieki wstecz. Dobrze zachowane pozostałości drewnianych fortyfikacji grodu, budynków mieszkalnych, gospodarczych oraz grodowej przystani odkryto podczas badań archeologicznych prowadzonych w 1993 i 2007 r. przy ul. Grodzkiej. Relikty datowane dendrochronologicznie określono na lata 1037–1038.

### Wnioski z wykopalisk
Wykopaliska oraz nadzory archeologiczne w rejonie Starego Miasta doprowadziły do odkrycia wielu reliktów średniowiecznej i nowożytnej działalności ludzkiej, w tym wielu świadczących o tym, że teren ten był zasiedlony jeszcze przed lokacją miasta.
Najstarsze elementy związane z osadnictwem przedlokacyjnym, poza reliktami grodu bydgoskiego uchwycono w kilku miejscach Starego Rynku, gdzie odkryto ślady osadnictwa ludności kultury łużyckiej. Ceramikę z XII i początków XIII wieku, w tym importowaną z Niemiec kamionkę siegsburską odkryto w północno-wschodnim narożniku Starego Rynku, przy ul. Jana Kazimierza i Pod Blankami. Natomiast fragmenty drewnianej zabudowy z okresu lokacji miasta odkryto przy ul. Jana Kazimierza, Mostowej oraz Pod Blankami. Stwierdzono, że do XVI w. ulice miasta utwardzano faszyną, a w XVII–XVIII były wykładane sosnowymi półokrąglakami (dylami) spoczywającymi na poprzecznych legarach.
Podczas wykopalisk odkryto również fundamenty nieistniejących już budowli w Bydgoszczy: bram i fragmentów murów miejskich, kościoła karmelitów, starego ratusza, cmentarza przy farze i kościele karmelitów, kościoła św. Idziego, mennicy. Na Starym Rynku, ul. Długiej, Jana Kazimierza, Stefana Batorego i ul. Przyrzecze odkryto na kilku poziomach fragmenty drewnianych rur wodociągowych. Średnica drewna użytego do budowy rur wahała się od 40 do 65 cm, średnica otworów od 10 do 15 cm.

### Miasto średniowieczne

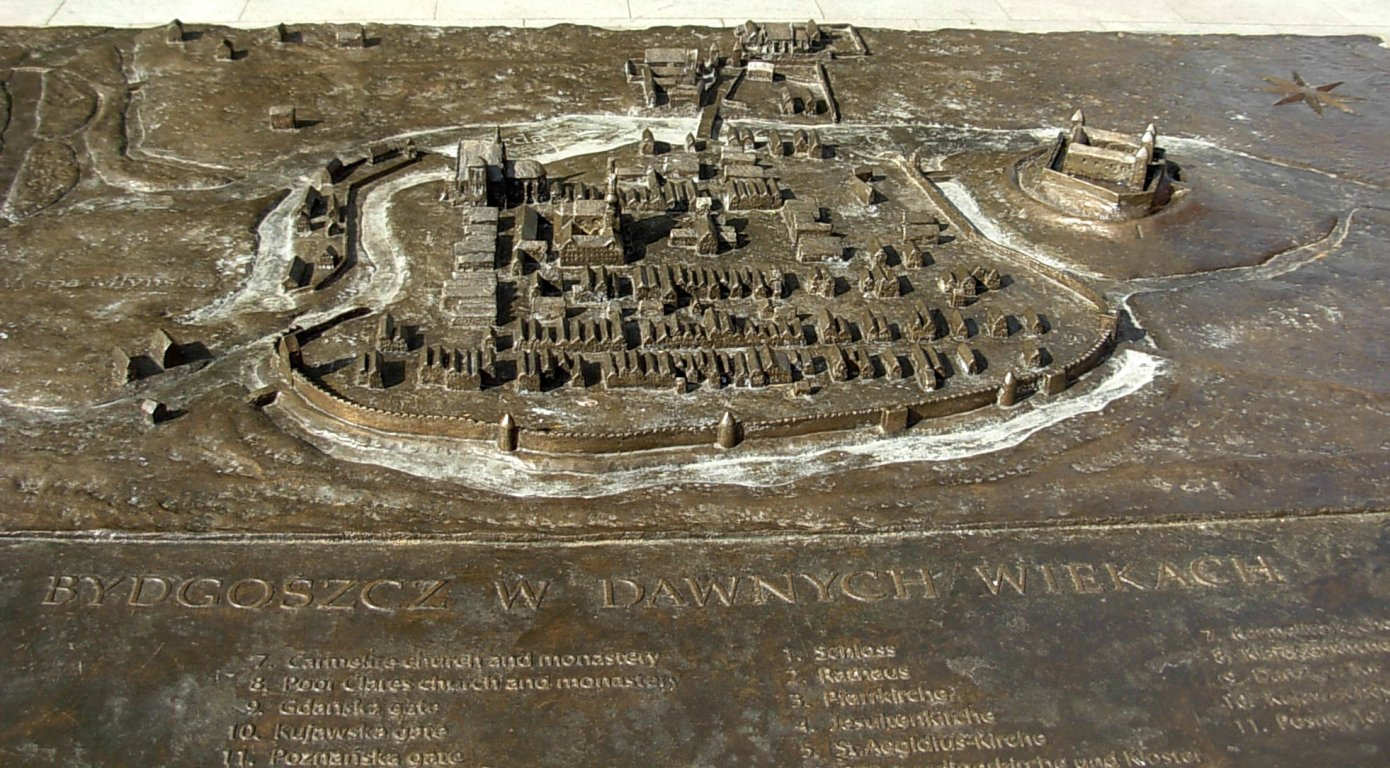
Płaskorzeźba Bydgoszczy z okresu przedrozbiorowego, stojąca przy spichrzach

W drugiej połowie XV wieku zakończył się proces kształtowania trójczłonowego zespołu osadniczego, składającego się z właściwego obszaru miasta, wyspy zamkowej oraz przedmieść wraz z Wyspą Młyńską, na której co najmniej już w 1408 r. istniały młyny napędzane kołami wodnymi.
Teren Bydgoszczy w wiekach średnich w obrębie umocnień miejskich zajmował obszar 12-15 ha, czyli był typowy dla przeciętnego miasta średniowiecznego. Wytyczono na nim rynek o wymiarach około 80 × 95 m, regularną sieć ulic oraz około 300 działek budowlanych o szerokości 6–7 m i długości od 20 do 40 m, zabudowanych początkowo drewnianymi domami. W północno-zachodniej części miasta, w pobliżu Brdy wzniesiono kościół parafialny pod wezwaniem najpierw św. Mikołaja, a od 1502 r. św. Mikołaja i św. Marcina. Poza murami miejskimi znalazła się natomiast najstarsza świątynia bydgoska pod wezwaniem św. Idziego, pochodząca z okresu przedlokacyjnego.
Po obu stronach rzeki usytuowane zostały spichrze, w miejscu zaś gdzie obszary miasta przylegały bezpośrednio do Brdy istniał już w pierwszej połowie XV w. port, warsztaty szkutnicze oraz miejska łaźnia.
W 1616 r. do Bydgoszczy sprowadzono jezuitów, którzy w kwartale ulic przylegającym od zachodu do Starego Rynku wznieśli okazały kościół pw. św. Krzyża oraz budynki rezydencjalne, w których mieściło się kolegium jezuickie.

### Fortyfikacje
Najstarsze umocnienia bydgoskie, wzniesione krótko po lokacji, składały się z otoczonego fosą wału ziemnego wraz z palisadą. Obwarowania murowane wraz z dwiema bramami miejskimi (Kujawską i Poznańską) i czterema basztami wznoszono od początku XV do połowy XVI wieku. Mury te, związane z umocnieniami zamkowymi, chroniły miasto od południa. Teren od północy, przylegający do Brdy, nie posiadał tego typu umocnień, a broniła go jedynie Brama Gdańska, wzniesiona przypuszczalnie na lewym brzegu rzeki wraz z ufortyfikowanym kompleksem klasztornym karmelitów. Bydgoskie miasto lokacyjne ze wszystkich stron otoczone było ciekami wodnymi: od północy rzeką Brdą, od zachodu Brdą Młynówką, od południa fosą miejską, od wschodu zaś fosą zamkową.

### Zamek
Najstarszym członem bydgoskiego średniowiecznego zespołu osadniczego był zamek, będący jednocześnie jego największą i najokazalszą budowlą architektoniczną. Przeprowadzone badania archeologiczne wykazały, że obiekt murowany powstał na miejscu wcześniejszego grodu drewniano-ziemnego, usytuowanego na wyspie okolonej wodami Brdy. Budowę zamku ukończono w latach 60. XIV w., zaś jego pierwsze wizerunki pochodzą z XVII wieku. Pokazują one, że aż do tego okresu bryła warowni zachowała swój gotycki styl, a jedynymi widocznymi śladami pewnych jej modernizacji były fortyfikacje bastionowe. Zamek posiadał cztery wieże, izbę wielką, kaplicę zamkową, pomieszczenia mieszkalne starosty i burgrabiego oraz izby gospodarcze, składy broni i magazyny. Zamek został zniszczony w 1656 r. podczas potopu szwedzkiego, zaś ruiny rozebrano doszczętnie w 1895 r.
Zamek i miasto wizytowali wielokrotnie królowie polscy. Do najdłużej przebywających w mieście monarchów należeli: Kazimierz Jagiellończyk, który rezydował tu wielokrotnie w latach 1454–1466 podczas wojny trzynastoletniej oraz Stefan Batory (od stycznia do marca 1577 r.). W mieście przebywali także kilkakrotnie Władysław Jagiełło (1409, 1410, 1425), Zygmunt Stary (Sejm w 1520 r.) i inni monarchowie.

### Przedmieścia
Kolejną fazą rozwojową Bydgoszczy było powstanie w końcu XIV oraz w ciągu XV w. przedmieść, ukształtowanych na terenach położonych na północ, zachód i wschód od miasta. Najstarszym z nich było usytuowane od wschodu (na obszarze dawnego podgrodzia) Przedmieście Kujawskie, na którym rozciągało się uprzednio osadnictwo przedlokacyjne wraz z kościołem św. Idziego. W 1480 r. zlokalizowano na nim konwent bernardynów, który zbudował kompleks kościelno-klasztorny, istniejący częściowo do czasów obecnych. W XVI w. powstał ponadto szpital wraz z kaplicą św. Stanisława. Od strony zachodniej powstało Przedmieście Poznańskie, z wybudowanym w XVI wieku kościołem św. Trójcy oraz szpitalem św. Krzyża, a od północy Przedmieście Gdańskie. Na tym przedmieściu najpóźniej w ostatnim dziesięcioleciu XIV w. osiedlili się karmelici, którzy wznieśli tu dzięki wsparciu miejscowego starosty i króla, klasztor i kościół pw. Najświętszej Marii Panny. Nieco na północ od tych zabudowań w 1448 r. mieszczaństwo bydgoskie ufundowało szpital i kościół pw. św. Ducha. W 1582 r. rozpoczęto wznoszenie murowanej świątyni św. Ducha, którą na początku XVII wieku zaadaptowano i rozbudowano dla potrzeb nowo lokowanego konwentu klarysek. Komunikację między miastem a tym przedmieściem zapewniał most usytuowany u wylotu obecnej ulicy Mostowej.
Do każdego z przedmieść prowadziła droga z miasta przez odpowiednie bramy: Kujawską, Poznańską i Gdańską.
Do miasta należało również patrymonium, obejmujące obszary położone w większej odległości od miasta: od Myślęcinka na północy po Jezioro Jezuickie na południu. Na obszarze tym znajdowały się wsie i folwarki miejskie: Koziałacha (1594), Goryczkowo (1643), Prądy (1643), Biedaszkowo (1673) i pochodzące z 1723-1772: Białe Błota, Biały Smug, Bocianowo, Budy, Ciele, Czajki, Miedzyń, Nowy Dwór, Rupienica, Szwederowo, Trzciniec, Wilczak Wielki, Wilczak Mały, Wilcze Gardło i inne.

### Ludność
Miasto Bydgoszcz w szczytowym momencie rozwoju przedrozbiorowego, tzn. w XVI–XVII w. w obrębie murów miejskich liczyło ok. 300 zamieszkanych domów, zaś podobna liczba domostw znajdowała się na przedmieściach. Pozwala to oszacować liczbę mieszkańców na 2 do 3 tys. osób w XV w. i 5 tys. w końcu XVI wieku. Dawało to Bydgoszczy pierwsze miejsce w macierzystym regionie kujawskim. W kontekście ogólnopolskim Bydgoszcz w XVI–XVIII wieku zaliczała się do kilkudziesięciu średniej wielkości miast w Rzeczypospolitej (civitates et oppida secundo ordinis).
Ludność Bydgoszczy w XV–XVIII w. była przede wszystkim pochodzenia polskiego, z domieszką spolonizowanych Szkotów, Niemców, Włochów i Holendrów. Postępujący rozwój osadnictwa na prawie olęderskim i czynszowym w XVIII w. na gruntach starościńskich i wójtowskich doprowadził jednak do znacznego wzrostu liczby osad w otoczeniu miasta, którego tenutariuszami i dzierżawcami byli przede wszystkim osadnicy pochodzenia niemieckiego. W momencie zaboru Bydgoszczy przez Królestwo Prus w 1772 r. miasto zamieszkałe prawie wyłącznie przez Polaków otaczał pierścień osad o stosunkowo wysokim udziale olędrów oraz Niemców-ewangelików. Zabór pozwolił im łatwiej przeniknąć do miasta, ale dopiero po kilkudziesięciu latach zdołali oni zmajoryzować żywioł polski.

### Rozkwit i upadek miasta w XVI–XVIII w.

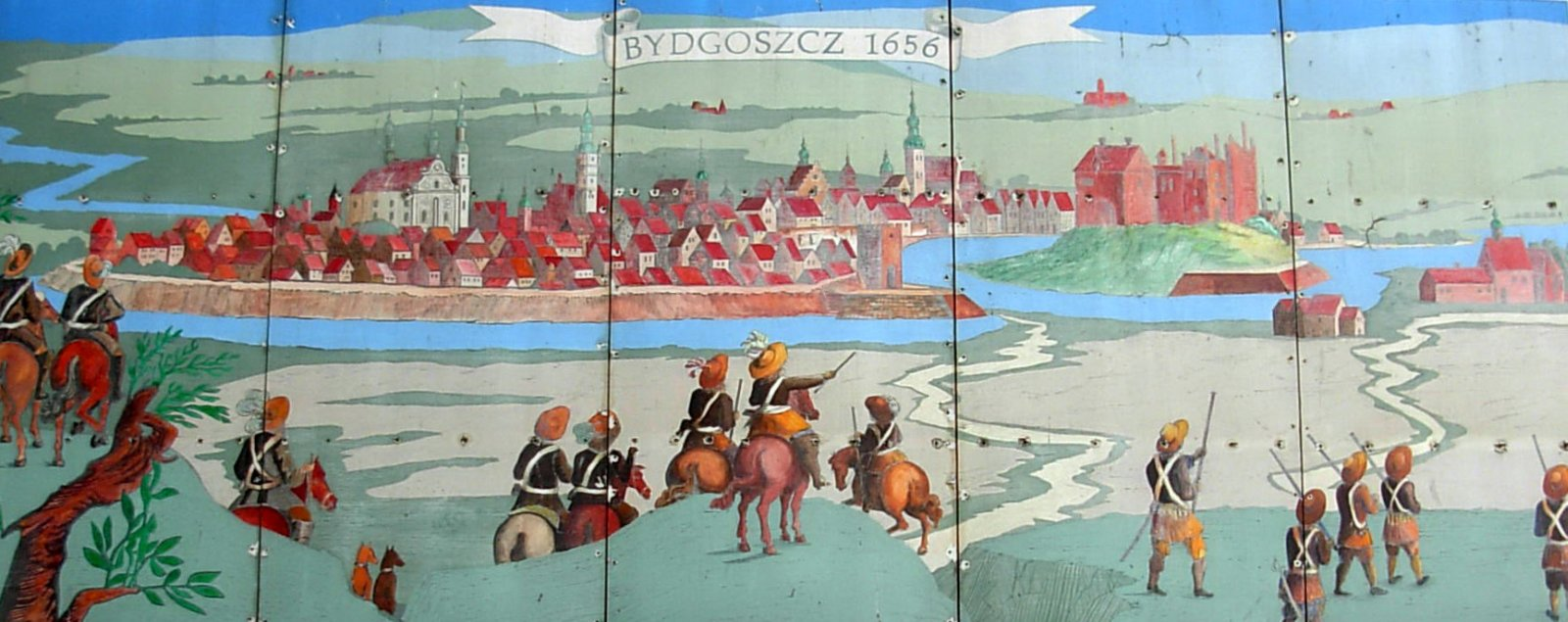
Widok Bydgoszczy i zamku (w ruinie) – wyobrażenie współczesne wzorowane na sztychu Erika Dahlberga z 1656-1657 r.

Okresem największego rozkwitu miasta w okresie przedrozbiorowym był przełom XVI i XVII w. Po raz pierwszy wzmiankowano wówczas w źródłach czwarte przedmieście Błonie, zaś w ustroju miejskim wykształciła się nowa instytucja, tzw. Trzeci Ordynek, będący reprezentacją miejscowego pospólstwa. Nad miastem górował zamek, będący siedzibą starosty i jego urzędów (sądu starościńskiego, urzędu grodzkiego, ich kancelarii i archiwów).
Około 1600 r. ukończono budowę wieży ratuszowej oraz wybrukowano Rynek. Od połowy XVI w. działały już w mieście drewniane wodociągi, które doprowadzały wodę nie tylko na teren miasta, ale również do niektórych przedmieść. W tym czasie funkcjonowała też sieć kanalizacyjna, którą odprowadzano zużytą wodę z powrotem do Brdy. Pośrodku Rynku w gotyckim budynku wzniesionym w 1518 r. urzędował burmistrz, obradowała rada miejska, a także odbywały się sesje sądu ławniczego. Tutaj mieściła się również kancelaria i archiwum miejskie, w piwnicach zaś usytuowane było miejskie więzienie wraz z izbą tortur.
Po budowie kompleksu jezuitów w XVII w. w mieście i na przedmieściach znajdowało się 5 świątyń (w tym 4 zakonne), 2 kaplice publiczne i 2 kaplice szpitalne. Wokół świątyń (fary, kościoła bernardynów i klarysek) wznoszono kaplice, fundowane przez szlachtę i mieszczan.
Na Wyspie Młyńskiej znajdowały się urządzenia gospodarcze (młyny, tartak, folusze) napędzane siłą nurtu rzeki, wśród których wyróżniała się założona w 1594 r. mennica, początkowo prywatna, a później królewska i koronna. Na przedmieściu Kujawskim zlokalizowano natomiast w 1530 r. królewskie składy soli. Podstawą dochodów mieszczan oprócz rzemiosła był handel zbożem, solą, piwem i produktami drzewnymi.
Okres rozwoju przerwały zniszczenia wojenne i zarazy podczas potopu szwedzkiego. Po zniszczeniach tych liczba ludności Bydgoszczy spadła do około 2 tysięcy osób, które zamieszkiwały 183 domy w obrębie murów oraz 56 na przedmieściach. Okres stabilizacji, a nawet pewnego rozwoju miasta w II połowie XVII w. zakończył wybuch wojny północnej (1700-1721). Podczas niej w 1708 r. spłonął bydgoski ratusz oraz zniszczono żupę solną, zaś w wyniku zarazy w mieście pozostało zaledwie kilkanaście osób. Gospodarka miejska zaczęła wracać na właściwe tory dopiero od 1740 r. W 1765 r. w obrębie murów zasiedlonych było jedynie 95 domów, podobną liczbę – 99 zamieszkanych budynków zanotowano w 1786 r.
W momencie przejmowania miasta przez Prusy miasto liczyło ok. 1000 osób mieszkających w 194 domach.

### Zmiany po I rozbiorze Polski

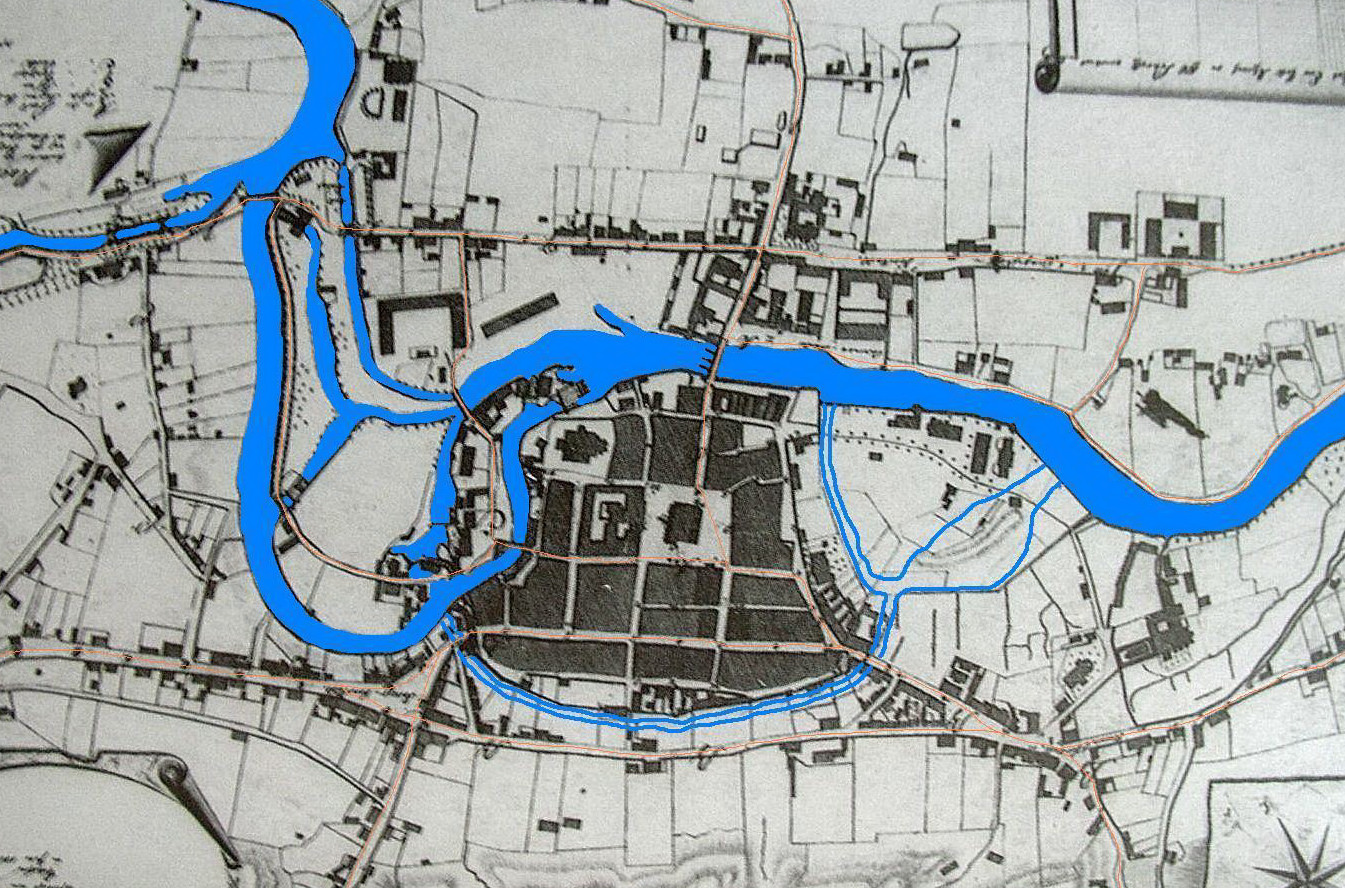
Plan Bydgoszczy por. Lindnera z 1800 r. z oznaczonymi ciekami wodnymi istniejącymi i zanikłymi oraz drogami

Wraz z I rozbiorem Polski, Bydgoszcz znalazła się w państwie pruskim. W latach 1774–1787 dokonano dokładnej inwentaryzacji miasta. Na planie Paula Johanna Gretha w obrębie starego miasta lokacyjnego widnieje 341 numerowanych posesji miejskich, z tego 194 zabudowanych plus 180 domów na przedmieściach.
Budowa Kanału Bydgoskiego oraz awans administracyjny Bydgoszczy (władze Obwodu Nadnoteckiego, urząd landrata, sąd landwójtowski i apelacyjny, garnizon wojskowy) wywarły spory wpływ na rozwój przestrzenny i budowlany miasta, a jednocześnie przyczyniły się do szybkiej kolonizacji ośrodka bydgoskiego przez żywioł niemiecki. Efektem tego było m.in. wybudowanie w latach 1775–1778 na Starym Rynku gmachu Deputacji Kameralnej, przy ul. Podwale kościoła ewangelickiego (1784-1787), wzniesienie na terenie przedmieścia Gdańskiego wielkiego zespołu szachulcowych spichrzy (1789 r.), koszar i lazaretu (1774 r.), a po 1786 r. nowych mostów (Gdański i Młyński) i bulwaru nad Brdą. W latach 1772–1786 wybudowano ponadto w Bydgoszczy 99 nowych dwupiętrowych domów. Rozpoczęto również na szeroką skalę brukowanie niektórych placów i ulic, remont starych umocnień miejskich (bram i murów), a także budowę oświetlenia miejskiego.
Od 1783 r. cały ośrodek miejski dzielił się na śródmieście i trzy przedmieścia: Poznańskie, Toruńskie i Gdańskie. Na planie miasta z 1800 r. wydzielono jeszcze przedmieście Okole, połączone w jedną całość z Wyspą Młyńską. Tereny te były zamieszkane przez 4,5 tys. osób, z tego 2,2 tys. mieszkało w obrębie murów miejskich. Na przedmieściach zaczęły powstawać pierwsze zakłady przemysłowe, np. odlewnia żelaza, młyny, farbiarnia, fabryki tekstylne, garbarnie, cegielnie, rafineria cukru trzcinowego i inne.
W 1812 r. na terenie miasta znajdowało się 235 domów murowanych i 245 drewnianych, zaś łącznie z przedmieściami w sumie 938 domów. Z kolei w 1819 r. tylko w obrębie murów miejskich były 552 budynki. Do połowy XIX wieku ludność Bydgoszczy wzrosła do 10 tys., zaś zwarta zabudowa przekroczyła granice dawnego miasta lokacyjnego.
W 1835 r. na południe od murów miejskich wytyczono Nowy Rynek, przy którym usytuowano więzienie. W otoczeniu Starego Miasta wykształciły się wówczas Zbożowy i Wełniany Rynek na przedłużeniu ulic: Długiej i Wałów Jagiellońskich. Jednocześnie mury miejskie straciły całkowicie swoje znaczenie i przez cały ten czas ulegały stopniowej rozbiórce. Konieczną modernizację zabudowy przeprowadzano kosztem starych obiektów, które wyburzano bez większych zahamowań. W następstwie tego już w połowie XIX wieku Stare Miasto w znacznym stopniu zmieniło swoje oblicze, tracąc większość staropolskiego dziedzictwa architektury.
Niekorzystne warunki naturalne w południowej części miasta (Zbocze Bydgoskie) zatrzymały dalszy rozwój Bydgoszczy tym kierunku. Równocześnie coraz większego znaczenia nabierało przedmieście Gdańskie i to właśnie rozrost miasta w kierunku północnym zapoczątkował kształtowanie się nowoczesnego centrum Bydgoszczy. Kierunek północny stał się perspektywiczny po budowie budynków administracyjnych i oświatowych na przedmieściu Grodztwo w latach 30. XIX w., wytyczeniu ulicy Gdańskiej, a zwłaszcza po 1851 r., kiedy zbudowano tam pierwszy dworzec kolejowy. Odtąd niezwykłą karierę urbanistyczną przeżywało Śródmieście Bydgoszczy.

## Architektura
Obecny układ urbanistyczny Starego Miasta ukształtował się w dwu etapach w okresie przedrozbiorowym. Pierwszym etapem związanym z lokacją była zabudowa pierzei rynku i bloków przyległych do niego, zaś drugim zabudowa ciągu działek powstałych wzdłuż głównych ulic miejskich: Długiej, Mostowej, Jezuickiej i Podwale. Pierwotna zabudowa była drewniana bądź szachulcowa, zaś pierwsze budynki murowane powstały w XV wieku. W XVI i XVII wieku wokół rynku i głównych ulic stały już jedno- lub dwupiętrowe murowane kamienice w stylu gotyckim, rozbudowane później w stylu baroku. Z ówczesnej zabudowy do czasów dzisiejszych przetrwały kościół farny, dawne kolegium jezuickie, dwa kościoły klasztorne na przedmieściach oraz odcinek murów obronnych wzdłuż ul. Pod Blankami wraz z czytelnym śladem dawnej fosy.
Podziały ulic i parcel w większości przypadków zachowały się do dziś w swoim średniowiecznym kształcie. Przeciętna szerokość i długość parcel (7 × 30 m) utrzymała się w swojej podstawowej funkcji do ok. drugiej połowy XIX w. Dopiero wówczas, w związku z rozwojem miasta i intensywnością jego zasiedlania, następowała przebudowa dla celów mieszkalnych wielu budynków dotąd mających przeznaczenie gospodarcze lub budowa nowych w miejscach nie zabudowanych.
W okresie od 1800 do 1850 r. władze pruskie dokonały szeregu wyburzeń staropolskich świątyń, przytułków, budynków, zaś miasto przekroczyło barierę dawnych obwarowań miejskich. Okres ten charakteryzuje zmiana cech stylistycznych architektury: od form barokowych do form klasycystycznych. Wskutek dynamicznego rozwoju przemysłu i handlu rozbudowywały się przedmieścia, doskonalił się układ komunikacyjny. Tworzyło się nowe centrum od strony zabudowującej się ul. Gdańskiej. W 1858 r. zbudowano ulicę Bernardyńską wraz z mostem nad Brdą, która odciążyła komunikacyjnie stary trakt wiodący przez Stary Rynek.
O rosnącym tempie rozwoju ekonomicznego po roku 1851 świadczyć może fakt, że np. w latach 1853–1868 zbudowano 597 nowych budynków mieszkalnych i 497 gospodarczych. Trend ten znalazł również swój pozytywny wyraz na terenie Starego Miasta, gdzie domy otrzymywały nowe fasady, względnie budowano kamienice czy duże domy czynszowe np. przy Nowym Rynku.
Działalność budowlana w latach 1825–1875 doprowadziła do zabudowy lub przebudowy większości posesji na Starym Mieście. Do grupy kamienic o motywach klasycystycznych należały m.in. domy przy ul. Magdzińskiego 2, ul. Jana Kazimierza 1, Wełniany Rynek 8, ul. Farnej 12, Poznańskiej 3 oraz kamienice przy Nowym Rynku. Powstały także budynki użyteczności publicznej jak np. Seminarium Ewangelickie przy ul. Bernardyńskiej, czy też gmach szkoły realnej przy ul. Grodzkiej. W tym czasie nastąpiła również zabudowa nowymi obiektami Wyspy Młyńskiej w jej zachodniej części.
Okresem najintensywniejszej działalności budowlanej na obszarze Starego Miasta była ostatnie ćwierćwiecze XIX wieku. Często rozbierano pobudowane wcześniej budynki, aby w ich miejsce postawić bardziej okazałe. Do większych kamienic w tym trybie powstałych należy hotel przy ul. Długiej 37 lub domy przy ul. Długiej 29, 31, 39, 42, 52, 76 oraz na Starym Rynku przy pierzei południowej i północnej. Jednocześnie w wielu domach przebudowywano fasady wprowadzając nowy typ dużego okna sklepowego. W dekoracji fasad dominowały cechy architektury neorenesansowej, u schyłku wieku zastępowanej często elementami neobarokowymi. W tym typie powstały np. kamienice przy Nowym Rynku 2, Starym Rynku 12, Batorego 1.
Początek XX wieku przyniósł na Stare Miasto secesję, która była pierwszym stylem zrywającym z historyzmem. Domy przebudowywane w tym okresie przyozdabiano ornamentyką roślinną np. przy ul. Długiej 15 i 17. W pełni secesyjnym domem zaprojektowanym na widokowej osi ul. Mostowej była kamienica przy Starym Rynku 20 zbudowana jako dom towarowy dla polskiej spółki Siuchcińskiego i Stobieckiego.
Na początku XX w. władze pruskie przystąpiły do kompleksowego zagospodarowania wschodniej części Starego Miasta (dawnej wyspy zamkowej), na którym do tej pory znajdowały się ruiny zamku. Wytyczono wówczas plac Kościeleckich, ulicę Przy Zamczysku, oraz wydłużono ul. Magdzińskiego. Wschodnią perspektywę tej ulicy zajęła okazała sylweta nowo wzniesionej neogotyckiej fary ewangelickiej, zaś na miejscu zburzonego starego kościoła ewangelickiego wzniesiono miejską halę targową. W północnej pierzei pl. Kościeleckich zbudowano dwa neogotyckie budynki: szkolny oraz ochronki. Jednocześnie we wschodnim narożniku Nowego Rynku powstały gmachy sądów.
Okres międzywojenny nie wniósł wiele nowego w zabudowanym w zasadzie Starym Mieście. Zanotować można szereg przykładów przebudowy fasad, które miały miejsce w tym czasie. Dotyczy to między innymi kamienicy przy ul. Długiej 8. Z lat 30. XX w. pochodzą kamienice przy ul. Bernardyńskiej 1, ul. Niedźwiedzia 7, czy też ul. Przyrzecze 6.
Po zajęciu miasta przez hitlerowców dokonano publicznych egzekucji zakładników na Starym Rynku. W 1940 r. hitlerowskie władze okupacyjne podjęły decyzję o całkowitej rozbiórce zachodniej pierzei Starego Rynku wraz z historycznym kościołem pojezuickim oraz wschodniej części ul. Mostowej. W miejscu pierzei miał powstać nowy budynek ratusza, zaś poszerzenie ul. Mostowej miało służyć stworzeniu szlaku defilad dla wojska. Wyburzeń dokonano jeszcze w 1940 r., lecz w zamian nie zbudowano żadnego obiektu. W wyniku ostrzału artyleryjskiego pod koniec wojny uległa także rozbiórce część ul. Mostowej między Brdą a ul. Grodzką po stronie zachodniej oraz kamienice w północnej i wschodniej pierzei Starego Rynku. Zniszczono i rozebrano również spichlerze w zakolu Brdy oraz Teatr Miejski na placu Teatralnym.
Po II wojnie światowej porządkowano zabudowę zniszczoną w czasie wojny. W latach 50. XX w. uzupełniono wschodnią pierzeję Starego Rynku oraz wzniesiono plombę przy ul. Długiej 57. Nie przystąpiono natomiast do rekonstrukcji zachodniej pierzei Rynku, z uwagi na konieczność odbudowy kościoła, co było nie do przyjęcia przez ówczesne władze polityczne. W latach 60. podjęto natomiast konserwację kamienic przy ul. Jezuickiej 2 i 4, które przeznaczono dla potrzeb Bydgoskiego Towarzystwa Naukowego.
W latach 1968–1969 przy ul. Mostowej wzniesiono pawilon gastronomiczny „Kaskada” odcinający się wyraźnie formą od stylu Starego Miasta. Przy tej okazji całkowicie zlikwidowano dawną ul. Jatki. 5 września 1969 r. na płycie Starego Rynku odsłonięto pomnik Walki i Męczeństwa Ziemi Bydgoskiej.
Kompleksowe działania zmierzające do rewaloryzacji znacznych fragmentów Starego Miasta podjęto w 1974 r., po uchwaleniu odnośnej decyzji przez Wojewódzką Radę Narodową w Bydgoszczy. W ciągu kilkunastu lat zamierzano zrewaloryzować cały obszar Starego Miasta między ul. Bernardyńską, Świętej Trójcy, Jagiellońską i Grudziądzką. Podjęte w tym zakresie przedsięwzięcia dotyczyły przekształceń układu komunikacyjnego, uporządkowania sieci handlowej oraz zespołów mieszkaniowych. W zakresie sieci handlowej przystąpiono do przebudowy fasad w części sklepowej, jak również dostosowaniu branż do charakteru Zespołu Staromiejskiego przy ul. Mostowej, ul. Niedźwiedzia i wokół Starego Rynku. W 1973 r. zainicjowano również budowę Opery Nova w zakolu Brdy, a także uporządkowanie Wyspy Młyńskiej.
Do czasu kryzysu gospodarczego w latach 80. XX w. częściowo zrewaloryzowano zabudowę staromiejską między ulicami: Jezuicką, Przyrzecze i Długą. W tym czasie poważnej zmianie uległa organizacja ruchu kołowego w rejonie Starego Miasta. Wobec przebudowy ul. Grudziądzkiej, Nowego Rynku i ul. Wały Jagiellońskie zlikwidowano ruch kołowy na ul. Długiej i Starym Rynku, a ul. Mostową i Magdzińskiego przekształcono w deptaki. Istniejący od 1888 r. na Starym Mieście ruch tramwajowy został przy tej okazji zlikwidowany i wyprowadzony na jego obrzeża (ul. Focha, Jagiellońska, Bernardyńska).
Nowy etap rewaloryzacji zabudowy w rejonie Starego Miasta rozpoczął się po 1990 r. Największe zmiany nastąpiły w rejonie ul. Pod Blankami, gdzie stopniowo odbudowano pierzeję kamienic w miejscu zrujnowanej zabudowy oficynowej. Nowe perspektywy dla rewaloryzacji Starego Miasta przyniosły możliwości pozyskiwania funduszy unijnych. W latach 2005–2010 zrewaloryzowano kompleksowo Wyspę Młyńską, a istniejące na niej obiekty poprzemysłowe przekształcono w miejskie obiekty muzealne.
Odrestaurowano także nawierzchnie niektórych ulic (np. ul. Długiej) oraz fasady zabytkowych kamienic. Po 2000 r. ulokowano także kilka pomników, m.in. Kazimierza Wielkiego, Przechodzącego przez rzekę, czy też figurę mistrza Twardowskiego.
W latach 2020–2022 przy ul. Grudziądzkiej kosztem 35 mln zł zbudowano parking wielopoziomowy na 570 pojazdów.

## Zabytki
Od 1955 r. bydgoskie Stare Miasto posiada status zespołu zabytkowego przede wszystkim ze względu na jego zachowany średniowieczny układ przestrzenny, w którym obecne budynki stoją na fundamentach z XIV–XV w.
Podobnie do rejestru zabytków od 1995 r. wpisana jest w całości Wyspa Młyńska.

### Mury miejskie
| Obiekt                    | Adres                                        | Lata budowy | Nr rej. zabytków | Uwagi | Zdjęcie |
| Mury Miejskie (fragmenty) | Wały Jagiellońskie, Nowy Rynek, Pod Blankami | XV wiek     | 381 z 16.10.1957 | Do czasów obecnych zachowały się trzy fragmenty murów o długości ok. 1/5 pierwotnego obwodu, przy czym większość z nich nosi ślady nowożytnych przebudów. |         |

### Świątynie
| Obiekt                               | Adres                | Lata budowy | Styl architektoniczny | Nr rej. zabytków                 | Uwagi | Zdjęcie |
| Katedra św. Marcina i Mikołaja       | Farna 10             | 1425-1466   | gotyk                 | 59/31A, 208 z 3.11.1960          | Pierwotnie miejski kościół farny, sanktuarium maryjne Matki Bożej Pięknej Miłości, od 1999 r. konkatedra archidiecezji gnieźnieńskiej, od 2004 r. katedra diecezji bydgoskiej. |         |
| Kościół garnizonowy (pobernardyński) | Bernardyńska 2       | 1552-1557   | gotyk                 | A/674 z 4.03.1931 i z 30.09.1992 | Pierwotnie kościół zakonny bernardynów (1552-1830), od 1866 r. kościół garnizonowy symultaniczny (ewangelicy i katolicy), od 1920 r. garnizonowy (katolicy).                   |         |
| Kościół Klarysek                     | Gdańska 2            | 1582-1645   | gotyk, renesans       | 60/31 A z 31.03.1931             | Pierwotnie kościół zakonny klarysek (1615-1835), od 1951 r. rektorski, od 1972 r. akademicki, od 1993 r. zakonny Kapucynów.                                                    |         |
| Kościół św. Andrzeja Boboli          | plac Kościeleckich 7 | 1900–1903   | neogotyk              | A/843 z 15.12.1998               | Do 1945 r. miejska fara ewangelicka, od 1946 r. kościół jezuitów, od 1967 r. także parafialny, autorem projektu świątyni jest Heinrich Seeling z Berlina.                      |         |
| Kościół Świętej Trójcy               | Świętej Trójcy 26    | 1910–1912   | neobarok              | A/84 z 20.09.1971                | Kościół parafialny, jedyny wzniesiony w czasie zaboru pruskiego dla katolików polskich w Bydgoszczy, autorem projektu świątyni jest Roger Sławski z Poznania.                  |         |

### Spichrze
| Obiekt                      | Adres                       | Lata budowy         | Styl architektoniczny                 | Nr rej. zabytków                       | Uwagi | Zdjęcie |
| Spichlerz holenderski       | Grodzka 7                   | przed 1793          | szachulec, dach krążynowy             | 418 z 25.01.1960 oraz 418 z 12.05.1993 | Mieści wystawę stałą „Pamiątki Bydgoskie” Muzeum Okręgowego. |         |
| Biały Spichlerz             | Mennica 1/2 – Wyspa Młyńska | 1789-1799           | szachulec, gotycka piwnica z XV wieku | A/180 z 15.06.1985                     | Mieści wystawę archeologii Muzeum Okręgowego. |         |
| Spichlerz nad Brdą          | Grodzka 9                   | 1793-1800           | szachulec                             | 455 z 15.07.1961 oraz 455 z 12.05.1993 | Mieści wystawy stałe i czasowe Muzeum Okręgowego. |         |
| Spichlerz nad Brdą          | Grodzka 11                  | 1793-1800           | szachulec                             | 456 z 15.07.1961 oraz 456 z 12.05.1993 | Mieści wystawy stałe i czasowe Muzeum Okręgowego. |         |
| Spichlerz szachulcowy       | Pod Blankami 6              | pocz. XIX wieku     | szachulec                             | A/296/1 z 22.01.1992                   | |         |
| Spichlerz „Karczma Młyńska” | Mennica 1 – Wyspa Młyńska   | 1835                | szachulec                             | A/328/1-9 z 9.06.1992                  | Mieści restaurację „Karczma Młyńska”. |         |
| Spichlerz na ul. Stary Port | Stary Port 13               | 1830–1840           | szachulec                             | A/400/1-2 z 28.02.1994                 | Mieści instytucje komercyjne. |         |
| Czerwony Spichlerz          | Mennica 8 – Wyspa Młyńska   | 1861                | murowany                              | A/400/1-2 z 28.02.1994                 | Dawniej Młyn Camphausena, od 2008 r. mieści Galerię Sztuki Nowoczesnej. |         |
| Spichlerz                   | Zaułek 22                   | II połowa XIX wieku | szachulec                             | A/1325/1-2 z 12.07.2007                | Oficyna tylna kamienicy ul. Długa 53. |         |
| Spichlerz szachulcowy       | ul. Nowy Rynek 5            | 1875-1900           | szachulec                             | A/285 z 28.12.2004                     | Początkowo kaszarnia, magazyn, od 1981 r. użytkowany przez cerkiew prawosławną pw. św. Mikołaja.                                                                                 |         |
| Stara Octownia              | Trybunalska 2               | II poł. XIX w.      | szachulec, murowany                   | 104/A z 18.12.1981                     | Od lat 90. XX w. oddział Banku Pekao S.A. |         |
| Młyny Rothera               | Mennica 10 – Wyspa Młyńska  | 1849-1851           | szachulec, murowany                   | A/328/1-9 z 9.06.1992                  | Państwowy młyn parowy i spichlerz mączny, od 1921 r. w gestii skarbu państwa polskiego, w latach 1928–1995 obiekt produkcyjny Państwowego Przedsiębiorstwa Zbożowo-Młynarskiego. |         |

### Zabytkowe budynki użyteczności publicznej
| Obiekt                                               | Adres                     | Lata budowy                      | Styl architektoniczny                                                    | Nr rej. zabytków     | Uwagi | Zdjęcie |
| Ratusz bydgoski                                      | Jezuicka 1                | 1644–1653 Wojciech Przybyłkowicz | Klasycyzm, z eklektyczną dekoracją sztukatorską                          | A/309/1 z 6.05.1992  | Pierwotnie kolegium jezuickie (1644–1780, fundator kanclerz wielki koronny Jerzy Ossoliński), wielokrotnie przebudowywane, od 1780 r. gimnazjum niemieckie, następnie Szkoła Główna Departamentowa (1808–1812), szkoła wydziałowa (1812–1815), ponownie gimnazjum niemieckie (1817–1878), od 1879 r. siedziba magistratu Bydgoszczy. |         |
| Wojewódzka i Miejska Biblioteka Publiczna            | Stary Rynek 24            | 1774–1778                        | barokowo-klasycystyczny                                                  | 283 z 3.09.1953      | W latach 1778–1807 siedziba Kamery Wojenno-Domenalnej i Sądu Nadwornego na Obwód Nadnotecki, biura departamentu bydgoskiego Księstwa Warszawskiego (1807-1815), siedziba rejencji bydgoskiej (1815-1838), Sądu Apelacyjnego, Powiatowego i Urzędu Ksiąg Gruntowych, od 1908 r. Biblioteka Miejska. |         |
| Budynek szkoły parafialnej                           | Farna 10                  | 1834-1854                        | szachulec                                                                | A/294/1 z 17.12.1991 | Dawna szkoła parafialna, na miejscu budynku szkolnego z XV w.; po 1947 r. przedszkole parafialne, od 1996 r. Biblioteka Prymasowskiego Instytutu Kultury Chrześcijańskiej. |         |
| Budynek Seminarium Diecezji Bydgoskiej               | Grodzka 18                | 1858                             | neogotyk, neobarok                                                       | A/345/1 z 20.11.1992 | Od 1858 r. Miejska Szkoła Realna, od 1890 r. Królewskie Gimnazjum Realne, w latach 1920–1938 męskie Państwowe Gimnazjum Humanistyczne (od 1938 r. II Państwowe Liceum i Gimnazjum im. marsz. Edwarda Śmigłego-Rydza), po 1945 r. mieściły się tu szkoły średnie, od 1968 r. Wyższa Szkoła Inżynierska, a następnie od 1974 do 2007 r. Wydział Budownictwa Akademii Techniczno-Rolniczej, zaś po 2007 r. Wyższe Seminarium Duchowne Diecezji Bydgoskiej. |         |
| Budynek Wydziału Rolniczego UTP                      | Bernardyńska 6            | 1867-1872                        | historyzm z elementami neogotyckimi i neoromańskimi                      | A/675 z 30.09.1992   | W latach 1872–1920 Ewangelickie Seminarium Nauczycielskie, od 1923 r. Państwowa Szkoła Rolnicza, po 1945 r. siedziba Urzędu Pracy, a następnie Technikum Rolniczego i filia poznańskiej Wyższej Szkoły Rolniczej, od 1974 r. siedziba Wydziału Rolnictwa i Biotechnologii Uniwersytetu Technologiczno-Przyrodniczego im. Jana i Jędrzeja Śniadeckich.                                                                                                   |         |
| Budynek Sądu Rejonowego                              | Wały Jagiellońskie 4      | 1870–1871                        | historyzm                                                                | A/282 z 10.12.2004   | Początkowo siedziba Sądu Krajowego, potem Powiatowego, obecnie Rejonowego. |         |
| Pałacyk Lloyda                                       | Grodzka 17                | 1885-1886 Otto Liedtke           | manieryzm niderlandzki                                                   | A/457/1 z 12.10.1995 | W latach 1886–1908 budynek mieszkalny, od 1908 r. siedziba Bydgoskiego Towarzystwa Żeglugi Śródlądowej (Bromberger Schleppschiffahrt), od 1920 r. siedziba Lloyda Bydgoskiego, od 1945 r. Żeglugi Bydgoskiej, od 1995 r. własność BRE Banku. |         |
| Poczta Główna                                        | Jagiellońska 6            | 1883–1899 Kleinfeldt i Neumann   | neogotyk                                                                 | 89/A z 15.12.1971    | Siedziba Cesarskiej Dyrekcji Poczty w Bydgoszczy oraz urzędów: pocztowego i telegraficznego. Obecnie mieści główny oddział Poczty Polskiej w Bydgoszczy. |         |
| Budynek UKW pl. Kościeleckich 8                      | plac Kościeleckich 8      | 1890-1892 Carl Meyer             | neogotyk                                                                 | A/364/1 z 21.06.1993 | Do 1920 r. żeńska szkoła ludowa (niem. Erste Mädchen von Volkschule), od 1921 r. Polska Szkoła Powszechna im. Księdza Piramowicza, po 1945 r. szkoła podstawowa nr 8 im. Tadeusza Kościuszki, od 2007 r. mieści się w nim Muzeum Wolności i Solidarności w Bydgoszczy, od 2010 r. w gestii Uniwersytetu Kazimierza Wielkiego. |         |
| Miejska hala targowa                                 | Podwale róg Magdzińskiego | 1904 Boswau & Knauer             | neogotyk z elementami modernistycznymi                                   | 85/A z 11.04.1971    | Hala targowa, od ponad 100 lat nie zmieniła swej funkcji. |         |
| Wojewódzki Sąd Okręgowy                              | Wały Jagiellońskie 2      | 1903-1906 de Bruyn               | Eklektyzm, łączący elementy neogotyckie, neorenesansowe i modernistyczne | 67/A z 7.10.1971     | W latach 1906–1918 Pruski Królewski Urząd Sądowy, w okresie międzywojennym Sąd Grodzki, a po 1945 r. Sąd Wojewódzki i Okręgowy. |         |
| Wojewódzki Ośrodek Kultury i Sztuki „Stara Ochronka” | plac Kościeleckich 6      | 1908-1909 Carl Meyer             | neogotyk                                                                 | A/1397 z 1.12.2008   | W latach 1909–1920 zakład leczniczy dla niemowląt (niem. Auguste-Victoria-Heim), a w latach międzywojennych schronisko dla niemowląt, Stacja Opieki nad Matką i Dzieckiem (1945–1946), Specjalistyczna Poradnia Dziecięca (1951-2000), od 2000 r. siedziba Wojewódzkiego Ośrodka Kultury i Sztuki „Stara Ochronka” w Bydgoszczy. |         |
| Dom Katolicki                                        | Grodzka 1                 | 1927-1928                        | historyzm                                                                | A/1266 z 31.01.2009  | Dom Katolicki Diecezji Bydgoskiej, remontowany od 2010 r. z przeznaczeniem na Instytut Kultury – Dom Polski. |         |
| Wojewódzki Sąd Administracyjny                       | Jana Kazimierza 5         | XIX wiek                         | historyzm                                                                |                      | Piwnice budynku pochodzą z XVII–XVIII wieku. W latach 1908–1920 na parterze znajdowała się siedziba polskiego „Dziennika Bydgoskiego”, wydawanego przez Jana Teskę. Na fasadzie znajduje się tablica pamiątkowa. W 2002 r. w kamienicy ulokowano Naczelny Sąd Administracyjny, przemianowany w 2004 r. na Wojewódzki Sąd Administracyjny, którego rejon działania obejmuje województwo kujawsko-pomorskie.                                              |         |

### Niektóre kamienice z XVIII w.
| Obiekt            | Lata budowy       | Styl architektoniczny                      | Nr rej. zabytków        | Uwagi | Zdjęcie |
| Stary Rynek 1     | XVII wiek         | neorenesans                                |                         | W kamienicy mieści się najstarsza bydgoska apteka „Pod Złotym Orłem” założona przed 1590 r. przy klasztorze jezuitów. W latach 1808–1921 należała do rodziny Kupffenderów, która w 1909 r. w stulecie apteki ufundowała kamienną studzienkę z rzeźbą „Dzieci bawiące się z gęsią”. Na fasadzie domu znajduje się tablica ku czci 55 bydgoszczan rozstrzelanych w dniach 9 i 10 września 1939 r. na Starym Rynku.               |         |
| Stary Rynek 3     | XVI wiek          | neorenesans                                |                         | Na parterze mieści się Bydgoski Antykwariat Naukowy. Na fasadzie znajduje się płaskorzeźba Tadeusza Nowakowskiego – pisarza i publicysty emigracyjnego, od 1993 r. honorowego obywatela miasta W 1975 r. w przyziemiu odkryto strop belkowy ze śladami polichromii z datą „1678”. Trzy belki zostały przeniesione i wyeksponowane w kawiarni artystycznej „Węgliszek”. Na jednej z nich widnieje data 30 października 1560     |         |
| Stary Rynek 5     | XVII wiek         | neorenesans                                |                         | Właścicielem kamienicy do 1642 r. był mieszczanin Maciej Pułkowski, po czym nabył ją niejaki Wilhelm, kojarzony z Wilhelma Wallace’em – Szkotem, którego córka Anna była żoną rajcy miejskiego i burmistrza Bydgoszczy, Michała Paulusika. Budynek został gruntownie przebudowany w II połowie XIX wieku. |         |
| Stary Rynek 23-25 | początek XVIII w. | eklektyzm                                  | A/376/1-2 z 14.10.1993  | Kamienica nr 23 – z oficyną, przebudowana w 1872 i 1899 |         |
| Stary Rynek 27    | 1775              | barok                                      | A/1278 z 3.04.2007      | Kamienica na rogu z ul. Magdzińskiego zwana „Pod Złotym Łososiem”. Była wielokrotnie przebudowywana: w XVII, XVIII i pod koniec XIX w. Posiada mansardy z lukarnami z drewna oraz profilowany gzyms koronujący. Zachowały się gotyckie fundamenty, piwnice oraz czworoboczny dziedziniec. Według legendy, w domu na I piętrze w czasie przejazdu do Moskwy zatrzymał się na nocleg cesarz francuski Napoleon Bonaparte         |         |
| Długa 4           | 1775              | eklektyzm                                  |                         | Kamienica na rogu ul. Pod Blankami. Barokowa z gotyckimi sklepieniami beczkowymi z XVI w. w piwnicach. Odrestaurowana w latach 1967–1969 według projektu Stefana Klajbora. Od 1969 r. zajmuje ją Bydgoskie Towarzystwo Naukowe. |         |
| Długa 22          | XVII wiek         | eklektyzm                                  |                         | Dom rodzinny artysty malarza Maksymiliana A. Piotrowskiego (1813-1875) profesora Akademii Sztuk Pięknych w Królewcu. Znajduje się tu tablica pamiątkowa (1950, Piotr Triebler). W miejscu kamienicy znajdowała się miodosytnia, w której w 1676 r. miał gościć król Jan III Sobieski, a na początku XIX w. znajdował się tu pierwszy polski dom towarowy w Bydgoszczy.                                                         |         |
| Długa 24          | 1700              | neorenesans francuski i północnoeuropejski | 101/A z 18.12.1981      | Kamienica przebudowana w 1885 r. według projektu Carla Stampehla |         |
| Długa 29          | 1778-1781         | neorenesans                                | A/1261 z 28.12.2007     | Kamienica przebudowana w 1865 |         |
| Długa 37          | XVIII w.          | neoklasycyzm, eklektyzm                    | A/374/1 z 8.10.1993     | Kamienica przebudowana w 1830-1833, 1880 i 1908 r. Podczas przebudowy w 1880 r. (proj. Gustav Weihe), zastosowano klasyczne ornamenty. Meander pod oknami poddasza, na gzymsie koronującym fryzy: kostkowy, jajownik i astragal. Siedziba magistratu Bydgoszczy od 1831 do 1879 r., następnie Hotel Lengning, obecnie Hotel Ratuszowy.                                                                                         |         |
| Długa 41          | 1798              | klasycyzm                                  | A/300/1 z 4.02.1992     | Kamienica na rogu ul. Jana Kazimierza. Sąd Nadworny w latach 1798–1905, obecnie Wojewódzka i Miejska Biblioteka Publiczna, przebudowana w II połowie XIX wieku |         |
| Długa 42          | 4 ćw. XVIII w.    | klasycyzm                                  | A/1538 z 1.09.2009      | Kamienica przebudowana w 3. ćw. XIX wieku |         |
| Długa 53          | 1777-1780         | neorenesans                                | A/1325/1-2 z 12.07.2007 | Kamienica przebudowana w 1870 |         |
| Jezuicka 2        | 1780              | barok                                      | 58/A z 27.01.1971       | Kamienica na rogu z ul. Farną. Piętrowa z sienią przechodnią, z zachowanym z XVIII wieku dziedzińcem i otwartym drewnianym krużgankiem (galeriami). Na przełomie XIX i XX w. mieściły się tu biura urzędu pocztowego. W kamienicy znajduje się m.in. sala konferencyjna Aula Lochovsciana Bydgoskiego Towarzystwa Naukowego oraz wydziały jednostek samorządowych. Elewacja frontowa ozdobiona sgraffitem w formie medalionów. |         |
| Jezuicka 4        | 1775              | barok                                      | 19/A z 28.08.1967       | Kamienica z zachowanymi w piwnicach gotyckimi sklepieniami beczkowymi z XV w. Została odrestaurowana w latach 1967–1969 według projektu arch. Stefana Klajbora. Na przełomie XIX i XX w. mieściły się tu biura urzędu pocztowego. Od 1969 r. zajmuje ją Bydgoskie Towarzystwo Naukowe, przy którym do 1994 r. działała Regionalna Pracownia Naukowo-Badawcza.                                                                  |         |
| Niedźwiedzia 11   | koniec XVIII w.   | barok                                      |                         | Kamienica na rogu ul. Jezuickiej. Do 1950 r. mieściła się tu apteka „Pod Niedźwiedziem”, w okresie zaboru pruskiego jedyna w mieście apteka polska Władysława Kurzaja. Od 1915 r. znajdowała się tu również polska księgarnia zasłużonego księgarza i wydawcy Leona Posłusznego. |         |
| Jana Kazimierza 2 | koniec XVIII w.   | barok                                      | A/302/1 z 4.02.1992     | Kamienica na rogu ulic: Jana Kazimierza i Teofila Magdzińskiego. |         |
| Niedźwiedzia 1    | XVIII w.          | klasycyzm                                  |                         | Kamienica na rogu ul. Stefana Batorego, od 1751 r. mieszcząca urząd pocztowy. Bydgoskim poczmistrzem był wówczas Jakub Marshall. Pocztamt bydgoski, najpóźniej w 1779, czyli po podjęciu działalności przez pocztę pruską po I rozbiorze, przeprowadził się z tej kamienicy do jednego z budynków przy obecnej ulicy Długiej.                                                                                                  |         |
| Podwale 11        | 1782-1785, 1879   | eklektyzm                                  | A/1355/1-3 z 22.02.2008 | Kamienica z oficyną i stajnią, przebudowana w 1879 r., naprzeciw ul. Zaułek. |         |
| Wełniany Rynek 4  | przed 1774        | neorenesans                                | A/397/1 z 27.01.1994    | Kamienica z oficyną i stajnią, przebudowana w 1879 |         |
| Farna 4           | 1776, 1865-1868   | eklektyzm                                  | A/1539 z 28.10.2009     | Kamienica odbudowana w końcu XVIII wieku, podwyższona i przebudowana w II połowie XIX wieku. |         |
| Farna 6           | XVIII w., 1866    | eklektyzm                                  |                         | Kamienica wzniesiona w XVI wieku, zrujnowana po potopie szwedzkim, istniejąca w 1774 r. Obecna forma architektoniczna pochodzi z 1866 r. Na budynku w podwórzu znaleziono tablicę pamiątkową z datą „1593” i inicjałami B.K. oznaczającymi dawnego właściciela kamienicy Bartosza Krapiewskiego – rajcy i burmistrza Bydgoszczy w 1599 i 1603                                                                                  |         |
| Farna 8           | 1775-1780         | eklektyzm                                  |                         | Kamienica parafii farnej, w latach 1866–1920 należąca do znanej w Bydgoszczy rodziny kupieckiej Vincent, specjalizującej się w produkcji i sprzedaży wyrobów tytoniowych i cygar. |         |

### Niektóre kamienice z XIX–XX w.
| Obiekt            | Lata budowy     | Styl architektoniczny          | Nr rej. zabytków       | Uwagi | Zdjęcie |
| Stary Rynek 7     | XVII wiek, 1824 | neorenesans włoski             |                        | Kamienica na rogu Starego Rynku i ul. Mostowej, istniejąca od XVII wieku, gruntownie przebudowana w latach 60. XIX w. w stylu neorenesansu włoskiego. |         |
| Stary Rynek 12-14 | 1877            | neorenesans                    | A/350/1 z 2.02.1993    | Kamienice przebudowane w latach 1876–1877 według projektu Gustava Weihe. Posiadają gotyckie piwnice, w których odkryto ślady XV-wiecznej piwiarni. Na parterze kamienicy nr 12 działa od 1993 r. kawiarnia artystyczna „Węgliszek”, nazwana na pamiątkę diabełka, który od XVI w. rzekomo „panował i straszył” w Bydgoszczy. |         |
| Stary Rynek 16    | 1860            | neorenesans                    | A/347/1 z 5.01.1993    | W zachowanych niszach z konsolami znajdują się figury alegoryczne „Fortuna” i „Merkury” |         |
| Stary Rynek 20    | 1911            | secesja                        |                        | Kamienica wzniesiona w 1911 r. na fundamentach starszego, XVIII-wiecznego budynku. W latach 1911–1939 znajdował się tu polski dom towarowy M. Siuchnińskiego i R. Stobieckiego, trzeci co do wielkości w ówczesnej Bydgoszczy. |         |
| Mostowa 3         | XIX wiek        | klasycyzm                      |                        | W XVII wieku był tu browar należący do rajcy miejskiego (1689) oraz zastępcy zarządcy żupy solnej, Adama Szydłowskiego wraz z żoną Anną, z domu Paulusik, siostrą żony burmistrza bydgoskiego Wojciecha Łochowskiego. Kamienica została wzniesiona i przebudowana w XIX wieku. |         |
| Długa 3           |                 | klasycyzm                      | A/373/1 z 8.10.1993    | Kamienica przebudowana w latach 60. XIX w. przez Antoniego Hoffmanna, ojczyma budowniczego Józefa Święcickiego. |         |
| Długa 12          | 1876-1878       | neorenesans północnoeuropejski | A/373/1 z 8.10.1993    | Kamienica przebudowana w 1879 r. według projektu Carla Stampehla. W dachu facjata zdobiona sterczyną. |         |
| Długa 21          | 1895-1896       | neorenesans północnoeuropejski |                        | Kamienica wzniesiona według projektu A. Jenischa i Scheithauera |         |
| Długa 31          | koniec XVIII w. | neorenesans włoski             | A/1402 z 18.12.2008    | Kamienica na rogu ul. Stefana Batorego (6). Wzniesiona w końcu XVIII wieku, przebudowana w 1862 r., posiada cechy neorenesansowe włoskiej willi. Do 1939 r. mieścił się w niej hotel Rio’s. |         |
| Długa 32          | 1877–1878       | neorenesans antykizujący       |                        | Kamienica wzniesiona według projektu Carla Stampehla. Siedziba stowarzyszenia „Bydgoska Starówka”. |         |
| Długa 34          | 1878            | neorenesans północnoeuropejski |                        | Kamienica wzniesiona według projektu Carla Stampehla. Okna I i II piętra połączone w całość i oddzielone tralkową balustradą od parteru. |         |
| Długa 35          | 1877–1878       | neorenesans antykizujący       |                        | Kamienica wzniesiona według projektu Carla Stampehla |         |
| Długa 39          | I poł. XIX w.   | klasycyzm                      | A/301/1 z 4.02.1992    | |         |
| Długa 46          | 1879            | neorenesans północnoeuropejski |                        | Kamienica wzniesiona według projektu Carla Stampehla. |         |
| Długa 62          | poł. XIX w.     | neorenesans                    | A/343/1-2 z 24.02.2005 | Posiada również wpisaną do rejestru zabytków piwnicę pod dziedzińcem, ul. Długa 62/Pod Blankami 57 (1870–1880) |         |
| Długa 76          | 1870            | klasycyzm                      |                        | Kamienica wzniesiona według projektu Friedricha Meyera. W ryzalicie pilastry, nawiązujące do architektury rzymskiej. W niższej kondygnacji w typie doryckim, w wyższej lżejsze, kanelowane w typie korynckich, dodatkowo ozdobione motywami kwiatowymi. Całość zwieńczona trójkątnym naczółkiem z tondem na osi, na którym umieszczono plastyczną rzeźbę główki dziecka. |         |
| Niedźwiedzia 4    | 1875            | neorenesans                    | A/310/1 z 6.05.1992    | Budynek mieszczący jednostki urzędu miasta Bydgoszczy. Od 1653 r. znajdowało się tu kolegium jezuitów, wzniesione z fundacji biskupa Kaspra Działyńskiego i kanclerza wielkiego koronnego, starosty bydgoskiego Jerzego Ossolińskiego. W latach 1770–1879 mieściły się tu szkoły średnie, a w 1879 r. budynek został zakupiony i przebudowany przez miasto stając się siedzibą magistratu. |         |
| Podwale 15        | XVIII w., 1883  | eklektyzm                      |                        | Skrzydło mieszkalne w kamienicy zaprojektował Józef Święcicki. Na początku XIX w. w budynku przylegającym wówczas do Bramy Kujawskiej i muru miejskiego, znajdował się miejski zarząd i komisariat policji. |         |
| Nowy Rynek 8      | 1848            | klasycyzm                      | A/283/1-2 z 13.12.2004 | Budynek od 1849 do 1853 mieścił Królewską Dyrekcję Kolei Wschodniej. Dwutraktowy, piętrowy dom w stylu empirowym. W sieni dekoracja stiukowa, klatka schodowa (w tylnym trakcie) z drewnianą balustradą tralkową. Dziewięcioosiowa elewacja frontowa o bogatej ornamentacji. Kamienica mieści kancelarie prawnicze, notarialne i jednostki związane z sądem i prokuraturą rejonową. |         |
| Nowy Rynek 10     | 1844-1848       | klasycyzm                      | A/283/1-2 z 13.12.2004 | Dwutraktowy dom późnoklasycystyczny, o siedmioosiowej elewacji frontowej. Od 1849 do 1853 r. w kamienicy wydzierżawiano pomieszczenia dla Królewskiej Dyrekcji Kolei Wschodniej. W latach 1907–1914 była tu siedziba pruskiej Izby Handlowej, w latach 1923–1939 polskiej Izby Przemysłowo-Handlowej, w czasie okupacji niemieckiej Izby Przemysłowo-Handlowej, a w latach 1945–1947 ponownie Izby polskiej. Obecnie budynek mieści Sąd i Prokuraturę Rejonową.                                                       |         |
| Stary Port 1-3    | 1893-1905       | neobarok                       | A/308/1 z 6.05.1992    | Kamienica narożna z placem Teatralnym, zbudowana według projektu Józefa Święcickiego dla spadkobierców kupca Juliusza Rosenthala z przeznaczeniem na dom towarowy „Hohenzollern” i mieszkania. Budynek ukończony w 1894 r. posiadał neobarokowy wystrój oraz laskę Hermesa w dekoracji. W 1910 roku rozebrano północną część kamienicy i w jej miejscu wybudowano modernistyczną kamienicę projektu Fritza Weidnera. W latach 30. XX w. rozebrano szczyty i usunięto dekoracje umieszczone ponad gzymsem koronującym. |         |
| Grodzka 14-16     | poł. XIX w.     | eklektyzm                      | A/887 z 21.06.1993     | Kamienica na rogu ul. Podwale, w latach 1961–1988 mieścił się w niej Teatr Kameralny. |         |
| pl. Teatralny 4   | 1911            | modernizm klasycyzujący        |                        | Dawny dom towarowy zbudowany według projektu Fritza Weidnera, obecnie siedziba oddziału Pekao S.A. |         |
| pl. Teatralny 6   | 1913            | modernizm klasycyzujący        |                        | Kamienica na rogu ul. Jagiellońskiej (2). W latach 1789–1800 był tu narożnikowy dom mieszkalny ze spichlerzami i stajnią. W 1853 r. powstała nowa kamienica, która przetrwała do 1912 r., po czym zastąpił ją narożnikowy, 6-kondygnacyjny budynek według projektu arch. Heinricha Grossa z Berlina. Ostateczny kształt uzyskał w latach 1922–1923, a w 1940 r. powstały arkady według projektu Jana Kossowskiego na żądanie władz hitlerowskich.                                                                     |         |
| Kujawska 4        | 1890-1904       | eklektyzm z elementami secesji | A/289/1 z 7.11.1991    | Kamienica zbudowana według projektu Józefa Święcickiego dla kupca Ludwiga Kolwitza. W centralnej części fasady znajduje się kartusz z laską Hermesa. Prawa, północna część budynku została dobudowana w 1904 roku według projektu architekta Ernsta Petersa (motywy zdobnicze o formach secesyjnych). W latach 1938–1939 mieściło się tu Prywatne Liceum i Gimnazjum, zaś obecnie Wojewódzka Stacja Sanitarno-Epidemiologiczna.                                                                                       |         |
| Wełniany Rynek 2  | 1896            | historyzm, neobarok            |                        | Kamienica zbudowana według projektu Józefa Święcickiego dla fabrykanta Wilhelma Koppa, w miejscu starej zabudowy frontowej. Budynek posiada dwa skrzydła o bogatej fasadzie, z balkonami i rozbudowanymi szczytami. |         |
| Wełniany Rynek 7  | 1889-1890       | neorenesans, manieryzm         |                        | Kamienica zbudowana według projektu Józefa Święcickiego dla fabrykanta Johanna Adolfa Hoffmanna. Posiada skrzydło zachodnie połączone z oficyną nadbrzeżną rozwiniętą wzdłuż brzegu Młynówki (Wenecja Bydgoska). We frontowej ścianie wmurowana jest kula kamienna. |         |

### Obiekty poprzemysłowe
| Obiekt                             | Adres                           | Lata budowy   | Nr rej. zabytków     | Uwagi | Zdjęcie |
| Budynek PZU                        | Grodzka 25 – nad Brdą           | 1774-1789     | A/345/1 z 20.11.1992 | Budynek administracyjny warzelni cukru trzcinowego (1774-1818), następnie mieszkalny, od 1895 r. siedziba wydziałów Urzędu Miejskiego, od 1977 r. oddziału PZU w Bydgoszczy. |         |
| Garbarnia Buchholza                | Garbary 2 – nad Brdą            | 1862          | A/442/1 z 18.04.1995 | Garbarnia założona 1845 r., budynek administracyjny z 1862 r., przebudowa w 1914 r., obecnie budynek Wyższej Szkoły Gospodarki w Bydgoszczy.                                 |         |
| Farbiarnia W. Koppa                | Świętej Trójcy – nad Młynówką   | 1903          |                      | Chemiczna pralnia i farbiarnia Wilhelma Koppa, w przebudowie na lofty mieszkalne.                                                                                            |         |
| Rafineria spirytusu C. A. Frankego | Czartoryskiego 4 – nad Młynówką | koniec XIX w. |                      | Tartak, łaźnia i rafineria spirytusu założona w 1827 |         |

### Zabytki hydrotechniczne
| Obiekt                       | Adres                       | Lata budowy   | Nr rej. zabytków        | Uwagi | Zdjęcie |
| Śluza Miejska                | Marcinkowskiego             | 1774, 1912    | A-901/1-6 z 9.12.2005   | Śluza wodna na Brdzie oraz budynki maszynowni, sterowni i dom śluzowego.                                                                  |         |
| Jaz Farny                    | Mennica 1/3 – Wyspa Młyńska | XV wiek, 1899 | A/900/1-27 z 30.11.2005 | Jaz przepuszczający wodę z Młynówki do Brdy, przy różnicy poziomów wody 3,36 m, dawniej wykorzystywany do zawodów w kajakarstwie górskim. |         |
| Jaz Ulgowy                   | Tamka – Wyspa Młyńska       | 1920          | A/900/1-27 z 30.11.2005 | Jaz przepuszczający wodę z Młynówki do Brdy, w razie przepływów powodziowych.                                                             |         |
| Elektrownia wodna „Kujawska” | Mennica 1/3 – Wyspa Młyńska | 1898          | A/328/1-9 z 9.06.1992   | Dawna kaszarnia i turbinownia, od 1923 r. elektrownia wodna, od 2009 r. mieści także muzeum energetyki.                                   |         |

### Mosty i kładki
| Obiekt                              | Rzeka          | Lata budowy | Przebudowy                | Uwagi | Zdjęcie |
| Most im. Jerzego Sulimy-Kamińskiego | Brda           | przed 1253  | po 1330, 1778, 1902, 1961 | Najstarszy w sensie lokalizacji most w Bydgoszczy. Od XIII wieku stanowił element szlaku handlowego z Kujaw na Pomorze Gdańskie. W XIV–XVIII w. łączył miasto lokacyjne z przedmieściem Gdańskim, a od XIX wieku Stare Miasto ze Śródmieściem. Znajduje się w ciągu ul. Mostowej. |         |
| Mosty Solidarności                  | Brda, Młynówka | 1840        | 1889, 1954, 1982          | Dwa mosty drogowe i jeden tramwajowy zlokalizowane w ciągu ul. marszałka Focha. Przeprawa łączy Stare Miasto z drogą wiodącą na zachód, przez Nakło i Piłę. |         |
| Most Bernardyński                   | Brda           | 1872        | 1963                      | Most drogowo-tramwajowy zlokalizowany w ciągu ul. Bernardyńskiej, na wschodnim obrzeżu Starego Miasta. Stanowi główną przeprawę komunikacyjną łączącą północne i południowe części miasta w rejonie staromiejskim.                                                                |         |
| Most Młyński                        | Młynówka       | 1791        | 1948, 1964                | Most łączący Stare Miasto z Wyspą Młyńską w ciągu ulicy Ku Młynom. |         |
| Most Jana Kiepury                   | Brda           | 2006        |                           | Stalowa kładka piesza łącząca północne nabrzeże Wyspy Młyńskiej z amfiteatrem Opery Nova oraz bulwarami nad Brdą. |         |
| Kładka na Wyspie Młyńskiej          | Młynówka       | 2006        |                           | Stalowa kładka piesza łącząca południowe nabrzeże Wyspy Młyńskiej z bulwarem Wenecji Bydgoskiej oraz ulicą Długą. |         |
| Kładka im. Krzysztofa Klenczona     | Młynówka       | 2006        |                           | Kładka piesza łącząca zachodnie nabrzeże Wyspy Młyńskiej z bulwarem Wenecji Bydgoskiej w rejonie ul. Świętej Trójcy. |         |

### Pomniki i rzeźby
| Obiekt                                     | Adres                           | Lata budowy    | Uwagi | Zdjęcie |
| Pomnik św. Jana Nepomucena                 | Wełniany Rynek                  | 1729-1745      | Nepomuk położony w pobliżu katedry w Bydgoszczy. Jedna z najstarszych wolno stojących rzeźb św. Jana Nepomucena w północnej Polsce. |         |
| Dzieci bawiące się z gęsią                 | Stary Rynek                     | 1909           | Fontanna z rzeźbą ufundowana przez rodzinę Kupffenderów prowadzącą aptekę „Pod Złotym Orłem”, autorstwa Karola Kowalczewskiego. W latach 1909–1940 znajdowała się przed kamienicą Stary Rynek 1, a od 1948 r. przed budynkiem Wojewódzkiej i Miejskiej Biblioteki Publicznej. |         |
| Pomnik Walki i Męczeństwa Ziemi Bydgoskiej | Stary Rynek                     | 1969           | Stoi w miejscu egzekucji bydgoszczan przed kościołem pojezuickim w dniach 9–10 września 1939 r. Pomnik projektu prof. F. Masiaka przedstawia wykonaną z brązu grupę postaci w momencie egzekucji. W 2007 r. usunięto szaniec z bloków kamiennych, stojących za pomnikiem.     |         |
| Pomnik 18. południka                       | Wyspa Młyńska                   | lata 70. XX w. | Metalowa rzeźba przypominająca o przebiegu 18. południka długości geograficznej wschodniej, który przechodzi przez Stary Rynek w Bydgoszczy. |         |
| Pomnik Leona Barciszewskiego               | Wełniany Rynek                  | 1989           | Pomnik przedwojennego prezydenta Bydgoszczy (1932-1939), zamordowanego przez hitlerowców w listopadzie 1939 |         |
| Trzy Gracje                                | Stary Port                      | 1989           | Rzeźby autorstwa J. Buczkowskiego ustawione nad Brdą przy ul. Stary Port. Odlew z brązu przedstawia trzy kobiety – mityczne Gracje, które według mitologii greckiej były boginiami wdzięku i radości.                                                                         |         |
| Przechodzący przez rzekę                   | Most Jerzego Sulimy-Kamińskiego | 2004           | Rzeźba zawieszona na linie nad rzeką Brdą, symbolizująca związek Bydgoszczy z rzeką. |         |
| Pomnik króla Kazimierza Wielkiego          | Pod Blankami-Trybunalska        | 2006           | Pomnik konny króla Kazimierza Wielkiego (dawcy praw miejskich Bydgoszczy oraz budowniczego zamku) autorstwa Mariusza Białeckiego. |         |
| Rzeźba Pana Twardowskiego                  | Stary Rynek                     | 2006           | Sterowana elektronicznie rzeźba mistrza Twardowskiego autorstwa artysty Jerzego Kędziory. Dwumetrowa postać ukazuje się dwa razy dziennie (o 13.13 i 21.13) w oknie poddasza kamienicy nr 19 w oprawie efektów świetlnych i dźwiękowych.                                      |         |

### Niektóre budynki współczesne
| Obiekt               | Adres                       | Lata budowy | Uwagi | Zdjęcie |
| Szklane spichrze     | ul. Grodzka 19-21           | 1996–1998   | Zespół budynków należących do mBanku. Zwane są „szklanymi” lub „nowymi spichrzami”, z uwagi na stylizację nawiązującą do sąsiednich zabytkowych spichlerzy. Zostały uznane za ikonę współczesnej architektury i obsypane nagrodami, m.in. uznane za najpiękniejszy budynek użyteczności publicznej zbudowany w latach 1989–1999 w Polsce, w plebiscycie organizowanym przez czasopismo „Murator”.   |         |
| Opera Nova           | ul. Focha 5                 | 1974–2006   | Budynek w formie trójlistnej koniczyny, stojący w zakolu Brdy, naprzeciw Wyspy Młyńskiej. Mieści w dwóch kręgach Operę Bydgoską istniejącą od 1956 r., a w kręgu trzecim Centrum Kongresowe, które umożliwia organizację imprez do 1,5 tys. gości jednocześnie. Przed budynkiem taras widokowy, amfiteatr nad Brdą oraz kładka wiodąca na Wyspę Młyńską.                                            |         |
| Kamienice Adama Sowy | ul. Mostowa 4-6             | 2006–2007   | Budynki stojące we wschodniej pierzei ulicy Mostowej na rogu z ulicą Grodzką. |         |
| Hotel Holiday Inn    | ul. Grodzka 36              | 2008–2010   | Czterogwiazdkowy hotel sieci Holiday Inn, mieszczący 138 pokoi na 6 kondygnacjach. Hotel dysponuje także 6 salami konferencyjnymi z łączami do prowadzenia wideokonferencji. Pod szklaną podłogą znajduje się skansen archeologiczny mieszczący odkryte w tym miejscu doskonale zachowane fragmenty grodu bydgoskiego z XI–XII wieku.                                                               |         |
| Przystań Bydgoszcz   | ul. Tamka 2 (Wyspa Młyńska) | 2011–2012   | Kompleks mieszczący hotel z 22 miejscami, salę gastronomiczną, część biurowo-administracyjną oraz część sportową z salą treningową, magazynem dla 16 łodzi wiosłowych, 5 motorowych oraz 80 kajaków, warsztatem naprawczym, szatniami, sauną, gabinetem masażu oraz salą dydaktyczną. Nabrzeże Brdy od mostów Solidarności do jazu ulgowego mieści pomost spacerowy oraz cumowniczy dla 12 jachtów. |         |